# Narodni park Sarek
Narodni park Sarek (švedsko Sareks nationalpark) je narodni park v občini Jokkmokk na Laponskem na severu Švedske. Park, ustanovljen leta 1909, je med najstarejšimi narodnimi parki v Evropi. Meji na dva druga narodna parka, Stora Sjöfallet in Padjelanta. Oblika narodnega parka Sarek je približno krožna s povprečnim premerom približno 50 km.
Najbolj opazni značilnosti narodnega parka so šest od trinajstih švedskih vrhov nad 2000 m, ki so znotraj meja parka. Med njimi sta druga najvišja gora na Švedskem, Sarektjåkkå in Áhkká, ki je tik pred parkom. Park ima približno 200 gora nad 1800 m, od katerih jih ima 82 imena. Sarek je tudi ime geografskega območja, katerega del je narodni park. Gorsko okrožje Sarek obsega skupno osem vrhov nad 2000 m. Zaradi dolgega pohoda se gore v okrožju redko osvojijo. V narodnem parku Sarek je približno 100 ledenikov.
Sarek je priljubljeno območje za pohodnike in alpiniste. Začetnikom v teh disciplinah je priporočljivo, da se odpravijo z vodnikom, saj ni označenih poti ali nastanitev, poleg tistih v bližini meja pa sta le dva mostova. Območje je med tistimi, ki prejmejo največ padavin na Švedskem, zaradi česar je pohodništvo odvisno od vremenskih razmer. Prečkajo ga tudi turbulentni potoki, ki jih je nevarno prečkati brez ustreznega usposabljanja.
Delta reke Rapa velja za eno najbolj znanih razglednih točk v Evropi, vrh gore Skierfe pa ponuja pogled na to z ledom prekrito ledeniško dolino.
Znanstveno postajo Pårte v Sareku (znano tudi kot observatorij Pårte) je v začetku 20. stoletja zgradil švedski mineralog in geograf Axel Hamberg. Ves gradbeni material za koče so morali na gradbišče prinesti nosači.

## Imena lokacij
V narodnem parku Sarek, tako kot v večini Sápmija, ima veliko lokacij imena, ki izvirajo iz samskih jezikov. Ti jeziki imajo več različic in njihove pisne oblike so se sčasoma spreminjale, kar pojasnjuje, zakaj se nekatera krajevna imena v različnih virih ne ujemajo vedno.
Najpogostejša samska imena za lokacije ali značilnosti v parku so tjåkkå ali tjåkko (gora), vagge (dolina), jåkkå ali jåkko (potok), lako (planota) in ätno (reka). Primer tega je Rapaätno, kar pomeni reka Rapa. Ta imena so tudi uradna švedska imena lokacij.

## Geografija

### Lega in meje
Narodni park Sarek je v občini Jokkmokk, okrožje Norrbotten, Švedska, severno od arktičnega kroga, 50 km od norveške meje.
Površina parka je 1977 km2 in meji na narodna parka Padjelanta (na zahodu) in Stora Sjöfallet (na severu). Parka imata skupno površino približno 5500 km2. V bližini je tudi več naravnih rezervatov.

### Topografija
Narodni park Sarek je najbolj gorata regija na Švedskem in del države, ki večinoma spominja na alpsko podeželje. V parku je 19 vrhov, višjih od 1900 m, najbolj znan je drugi najvišji vrh na Švedskem za Kebnekaise – Sarektjåkkå z višino 2089 m. Najnižja nadmorska višina v parku je na jugozahodu, blizu jezera Rittakjaure, s 477 m.
Park sestavljajo tri vrste pokrajine, med katerimi je včasih težko ločiti: velike doline, mogočne gore in visoke planote. Največja dolina v parku, ki je tudi najbolj opazna, je dolina Rapa. Ta dolina zavzema 40 km² parka, vključno z več kraki, med katerimi so najpomembnejši Sarvesvagge, ki se vzpenja vse do Padjelante, Kuopervagge – s površino skoraj 20 km² – in Ruotesvagge, obdan s številnimi ledeniki, vključno z ledeniki gore Sarektjåkkå. Med drugimi pomembnimi dolinami zunaj omrežja Rapadalen sta Kukkesvagge, ki tvori severovzhodno mejo parka in Njåtsosvagge blizu južne meje. Največja planota je Ivarlako, vzhodno od masiva Pårte, z nadmorsko višino od 660 do 850 m. Zahodno od Pårteja planota Luottolako pokriva površino 45 km² in ima še višjo nadmorsko višino, 1200–1400 m.
Med dolinami in planotami so vmes razporejene ogromne gore, pogosto z več vrhovi. Glavni so:
- Sarektjåkkå, highest point: Stortoppen, 2089 m
- Pårte, Pårtetjåkkå, 2005 m
- Piellorieppe, Kåtokkaskatjåkkå, 1978 m
- Ålkatj, (Akkatjåkko, 1974 m
- Äpar, 1914 m
- Skårki, 1842 m
- Ruotes, 1804 m

### Hidrografija
Glavna reka parka je reka Rapa (Rapaätno). Izvira iz ledenikov Sarektjåkkå in teče po dolini Rapa vse do jezera Laitaure ter se nadaljuje zunaj parka, kjer se združi z reko Mali Lule, ki ob sotočju postane pritok reke Lule. To reko napaja trideset ledenikov, kar prispeva k znatnemu pretoku. Specifični pretok, razmerje med povprečnim pretokom in porečjem teh voda, je najpomembnejši na Švedskem. Pretok močno niha glede na letni čas, saj v juliju znaša povprečno 100 m3/s, pozimi pa približno 4 m3/s, kar pomeni povprečni letni pretok približno 30 m3/s. Reka prenaša tudi znatno količino usedlin. Poleti lahko dnevno prenese do 5000–10.000 metričnih ton sedimentov. Pozimi prenese le nekaj ton na dan, kar pomeni letno skupno 180.000 metričnih ton. Sediment daje reki sivo-zeleno barvo in tvori velike delte. Glavna delta nastane ob sotočju Rapaätna z njenim glavnim pritokom, reko Sarvesjokk.
Tik pred sotočjem se reka vije skoraj 10 km in tvori območje, imenovano Rapaselet. Najbolj znana delta – in simbol parka – je delta Laitaure (Laitauredeltat), ki jo reka oblikuje, ko se poveže z jezerom Laitaure. Druge pomembne reke ustrezajo glavnim dolinam, navedenim zgoraj. Večina jih sestavlja porečje reke Male Lule. Reke v severnem delu parka se izlivajo v jezero Akkajaure v narodnem parku Stora Sjöfallet in so del hidrografskega omrežja Lule älv.
V parku je tudi več jezer. Največji sta Alkajaure (nadmorska višina 751 m) na meji med parkoma Sarek in Padjelanta ter Pierikjaure (nadmorska višina 820 m) v bližini narodnega parka Stora Sjöfallet.
- Pokrajine reke Rapa
- Rapaselet
- Rapaselet iz zraka
- Rečna delta Laitaure

## Geologija

### Nastanek
Narodni park Sarek leži znotraj Skandinavskega gorovja, gorske verige, katere izvor je še vedno predmet razprav. Kamnine Skandinavskega gorovja so nastale med kaledonsko orogenezo, ki je oblikovala pas deformiranih in premaknjenih kamnin, danes znanih kot skandinavski kaledonidi. Kaledonske kamnine prekrivajo kamnine veliko starejših svekokarelskih in svekonorveških provinc. Kaledonske kamnine dejansko tvorijo velike pokrove (švedsko skollor), ki so bili narinjeni čez starejše kamnine. Velik del kaledonskih kamnin je bil erodiran od njihove nastanka, kar pomeni, da so bile nekoč debelejše in bolj sosednje. Iz erozije je tudi razvidno, da so pokrovi kaledonskih kamnin nekoč segali dlje proti vzhodu kot danes. Erozija je pustila ostanke masivov kaledonskih kamnin in okna predkambrijskih kamnin. Kaledonska orogeneza je nastala zaradi trka Lavrentijske in Baltske plošče pred 450 do 250 milijoni let, ko je Japetski ocean izginil zaradi subdukcije. To se je zgodilo tik pred nastankom verige in je bilo posledica pojava preloma, ki je končno privedla do nastanka Atlantskega oceana. Veriga je po razcepu še naprej erodirala, dokler ni oblikovala peneplena.
Pred približno 60 milijoni let sta tako skandinavski kot severnoameriški del utrpela tektonski dvig. Ni jasno, kaj to povzroča, in predstavljenih je bilo več hipotez. Ena od teorij je vpliv islandske vroče točke, ki bi lahko dvignila skorjo. Druga hipoteza je, da je dvig povzročila izostaza, povezana z poledenitvami. V vseh teh primerih je dvig omogočil, da se je starodavna gorska veriga dvignila za več tisoč metrov.
Območje narodnega parka, zlasti vzhodno gorovje Sarek, je bilo zadnje v Fenoskandiji, ki je bilo ledeniško odtajano. Zadnji ostanki fenoskandijskega ledenega pokrova so se tam nekoliko stopili po 9700 letih pred n. št..

### Erozija
Gorska veriga se je obnovila in nato doživela novo obdobje ledeniške erozije. Na začetku kvartarja, pred 15 milijoni let, je prišlo do znatnega ledeniškega napredovanja. Ledeniki so začeli rasti in se premikati v doline, kjer so se postopoma združili v ledeni pokrov, ki je pokrival celotno regijo. Sledilo je več nadaljnjih poledenitev, ki so oblikovale sedanjo pokrajino z ledeniškimi dolinami, cirki, nunataki itd. Stopnja, do katere je bila veriga prizadeta zaradi erozije, je bila odvisna predvsem od strukture terena, kar pojasnjuje raznolikost topografije območja. Topografija Sareka, podobno kot Kebnekaise, je razdeljena na ostro definirana območja, zlasti glede na sosednja dva narodna parka. To je predvsem posledica obstoja diabaznih in dioritnih dajkov, ki so bolj odporni na erozijo. Park prečka preplet dajkov, ki so nastali pred 608 milijoni let, obdobje, ki verjetno ustreza prvemu pojavu preloma med nastankom oceana Iapetus. Ti dajki predstavljajo vdore v pokrov Sarektjåkkå, ki je sestavljen iz sedimentov, verjetno odloženih v prelomnem bazenu.

### Ledeniki
Park ima več kot 100 ledenikov, zaradi česar je eno območij z največ ledeniki na Švedskem. Ledeniki so relativno majhni, največji je Pårtejekna v Pårteju z 11 km2. Vendar pa so nekateri drugi za Švedsko relativno veliki, saj največji švedski ledenik, Stuorrajekna v Sulitelmi (južno od Padjelante), meri 13 km2.
Razvoj ledenikov, zlasti ledenika Mikka (8 km2), preučujejo že od konca 19. stoletja, zlasti mineralog in geograf Axel Hamberg. Drugi ledeniki v parku imajo podoben razvoj kot Mikka: med letoma 1883 in 1895 so se večinoma umikali, nato pa so se med letoma 1900 in 1916 nekoliko premaknili, nakar so se spet začeli umikati. Kasneje so se stabilizirali ali povečali, kar so razlagali kot posledica povečanja zimskih padavin, povezanih z globalnim segrevanjem. Pri ocenjevanju podatkov je bil upoštevan učinek povišanih poletnih temperatur. Umikanje ledenikov se je v prvih letih 21. stoletja še posebej hitro nadaljevalo.

## Divje živali
Po klasifikaciji WWF je narodni park Sarek v ekoregiji skandinavskih gorskih brezovih gozdov in travnikov, manjši del pa v skandinavski in ruski tajgi. Kar zadeva floro in favno, Sarek nima velike raznolikosti vrst. To je mogoče pojasniti predvsem z dejstvom, da je večina parka, razen južnega in jugovzhodnega dela, nad mejo rasti iglavcev, ki je v tej regiji na nadmorski višini približno 500 m. Poleg tega ima narodni park Sarek za razliko od večine regije malo obsežnih jezer ali močvirij. V parku je bilo najdenih približno 380 vrst žilnih rastlin, pa tudi 182 vrst vretenčarjev, 24 sesalcev, 142 ptic, 2 plazilca, 2 dvoživki in 12 rib. Številne od teh vrst so na švedskem rdečem seznamu ogroženih vrst, zlasti veliki mesojedci.
Vegetacija sledi dokaj strogi višinski coni, kar je posledica podnebja in nakazuje podobno cono favne, čeprav je ta pogosto manj stroga.

### Gorski pas
Gorski pasovi so v parku relativno redki, saj je njihova zgornja meja približno 500 m pod večino nadmorskih višin na teh severnih zemljepisnih širinah. Floro tega pasu sestavljajo starorastni gozdovi iglavcev, predvsem z rdečim borom in vključno z navadno smreko. Borovci lahko zrastejo zelo visoko, zlasti tisti okoli jezera Rittak v južnem delu parka. Podrast je večinoma prekrita z mahovi in lišaji, zlasti z lišaji severnih jelenov, pa tudi z Vaccinium myrtillus, Empetrum nigrum in brusnico.
Gozdovi Sareka so priljubljen habitat za številne vrste živali. Med velikimi mesojedci je rjavi medved še posebej pogost v parku in sosednjem Stora Sjöfallet. Medved se dokaj pogosto poda tudi v subalpsko regijo. Ris, ki je na Švedskem uvrščen med ogrožene vrste, se pojavlja okoli jezer Rittak in Laitaure ter v subalpskih gozdovih doline Rapa. Navadna lisica je relativno pogosta in postopoma širi svoje ozemlje v višje ležeče pasove, kjer konkurira polarni lisici. Nekateri majhni sesalci, ki so pogosti v parku, so kuna zlatica, mala podlasica in hermelin. V višje ležečih predelih tudi najdemo hermelina. Med rastlinojedci je zelo veliko losov, saj jim gozdovi in vlažna območja zagotavljajo veliko hrane. V parku pogosto zrastejo do impresivne velikosti z ogromnimi rogovji.
Med pticami v Sareku so številne sove, kot je kozača in žolne, zlasti triprsti detel (Picoides tridactylus). Zelo pogosta je tudi laponska sinica (Poecile cinctus), brinovka, cikovt in vinski drozg (Turdus iliacus)). Plazilci in dvoživke, kot so živorodna kuščarica, sekulja in navadni gad, so večinoma v gozdovih. Gadi v regiji Rittak pogosto dosežejo izjemne velikosti.

### Subalpski pas
Subalpski pas večinoma sestavljajo starodavni brezovi gozdovi. Ti gozdovi so izjemni po gostoti in bogastvu, kar omogoča, da odtoki prenašajo znatne količine sedimentnega materiala z gorskega pobočja in jih odlagajo v vodotoke. Ta vrsta prenosa je še posebej opazna v dolini Rapa. Na splošno je prehod med iglavci in brezovimi gozdovi bolj ali manj postopen, pri čemer se število brez v iglavcih povečuje z nadmorsko višino, dokler iglavci popolnoma ne izginejo. Tudi velikost dreves se z naraščajočo nadmorsko višino zmanjšuje. Zgornja nadmorska višina gozdov – ki je tudi gozdna meja – se po parku zelo razlikuje, od 600 m v dolini Tjoulta do več kot 800 m v dolini Rapa.
Brezovi gozdovi vsebujejo tudi druge vrste dreves. Število jerebik, sive jelše, trepetlike in čremze je relativno veliko. Planinska ločika je v tem območju zelo razširjen in je hrana, ki jo imajo medvedi najraje. V gozdovih raste tudi zdravilni gozdni koren, ki doseže višino od 2 do 3 m. Tudi številne druge rastline v tem območju lahko dosežejo izjemno velikost.
Ločnica med brezovimi in iglastimi gozdovi je relativno nejasna, saj je veliko zgoraj naštetih živalskih vrst prisotnih tudi v subalpskem območju. Nekateri majhni sesalci so tukaj pogostejši kot v iglastih gozdovih, zlasti nekaj glodavcev, kot sta gozdna rovka in travniška voluharica (Microtus agrestis). To je tudi habitat severnih jelenov. Sami, ki živijo znotraj meja parka, so udomačili severne jelene, ki spomladi ostanejo v tem območju in se poleti preselijo v alpsko območje. Rjavi medvedi so pogosti v dolinah Tjoulta in Rapadalen. Vendar pa je to območje bogato zaradi količine in raznolikosti ptic. Za brezove gozdove so značilni severni kovaček, Acanthis flammea, pinoža, rumena pastirica (Motacilla flava), navadni kupcar (Oenanthe oenanthe) in modri slavec (Luscinia svecica). Na tem območju je pogostejši tudi barjanski snežni jereb (Lagopus lagopus). Ujede, prisotne na tem območju, so mali sokol in koconoga kanja, ki pogosto gnezdita na pečinah. Arktični sokol in planinski orel imata običajno raje nižje nadmorske višine, vendar ju kljub temu najdemo tudi v parku.

### Alpski pas
Alpski pas je razdeljen na več ožjih con. Prvi podpas večinoma zaznamuje resava z veliko jelševimi grmi, mahovi in lišaji ter pogosto gostimi preprogami iz Empetrum nigrum. Razlikujemo lahko različne vrste resja. Eno vrsto večinoma sestavlja mešanica Diphasiastrum alpinum in Arctous alpina. Blazinasta brezstebelna lepnica (Silene acaulis) in laponski ušivec (Pedicularis) prinašata jesensko barvo resju, ki je sicer precej enobarvna. V krednih tleh tega podpasu je vegetacija zelo bogata in tvori prerije z alpsko veleso (Dryas octopetala) kot najbolj značilno vrsto. Prisotni so tudi nasprotnolistni kamnokreč (Saxifraga oppositifolia), Bartsia alpina, Antennaria alpina in alpski jetičnik (Veronica alpina). Z naraščajočo nadmorsko višino postajajo pritlikava vrba in lišaji bolj izraziti, kar tvori drugo cono. Postopoma rastline postajajo vse redkejše in nad 1500 m je prisotnih le 18 vrst rastlin.
V tem območju živijo trije redki sesalci. Volk naseljuje ogromno ozemlje in pozimi potuje vse do iglastih gozdov, vendar je alpsko območje njihovo glavno ozemlje. Večinoma jedo mrhovino, lovijo pa tudi žive živali, kot so majhni glodavci, ptice in žuželke. Volk je na Švedskem označen kot ogrožena vrsta, saj je bilo leta 2000 v državi ocenjeno število 360 osebkov. Polarna lisica je na Švedskem kritično ogrožena vrsta, saj je v celotni državi le 50 osebkov. Koplje obsežne mreže rovov na območjih nad gozdno mejo, pri čemer več družin naseljuje isto naselje. Park je eno zadnjih zatočišč za volka, ki je na Švedskem prav tako kritično ogrožena vrsta. V letih 1974–1975 je bil park dom edinega preostalega divjega volka, ki je živel na Švedskem. Čeprav populacija volkov zdaj narašča, v parku še niso dosegli stabilnega števila.
Poleg teh treh sesalcev v parku najdemo tudi norveške leminge (Lemmus lemmus). Število lemingov se zelo razlikuje, z velikimi porasti populacije v nekaterih letih, ki jim takoj sledi zelo hiter upad. Ta pojav ni povsem razumljen; zdi se, da ugodno vreme in s tem presežek hrane povzročita nenadno rast populacije, vendar je razlog za upad manj očiten, čeprav je gotovo, da igrajo določeno vlogo nalezljive bolezni. Ti cikli se odražajo tudi v populacijah živali, ki plenijo leminge.
Številne ptice, ki živijo na tej nadmorski višini, so povezane z vlažnimi območji. Vendar pa ima alpsko območje svoje značilne vrste, kot so belka, snežna sova, uhati škrjanec (Eremophila alpestris), mala cipa (Anthus pratensis), snežni strnad (Plectrophenax nivalis) in ostroglež (Calcarius lapponicus).

### Vlažno območje
Čeprav park nima obsežnih močvirij in jezer, značilnih za preostali del regije, je voda kljub temu prisotna povsod. Vlažna območja so bogata z veliko raznolikostjo flore in favne. Stratifikacija vegetacije je prav tako pomembna v vlažnih območjih. V gorskem območju so vlažna tla prekrita s cvetjem, kot so močvirski rožmarin (Rhododendron tomentosum), munec, zlatorumena zlatica (Ranunculus auricomus), navadna enocvetka, navadna črnoglavka (Prunella vulgaris) in navadni močvirski slamnik (Galium palustre). V subalpskem območju imajo vlažne prerije predvsem preproge navadne pogačice (Trollius europaeus), navadna kalužnica ('Caltha palustris) in vijolica Viola biflora. V alpskem območju je veliko subalpskih rastlin, pa tudi Pedicularis sceptrum-carolinum, vegetacija pa se z naraščajočo nadmorsko višino zmanjšuje.
Vlažna območja parka so znana po bogati raznolikosti ptic. Navadni žerjav, močvirski martinec (Tringa glareola) in močvirska uharica se pojavljajo na nižjih nadmorskih višinah, medtem ko so v delti Laitaure in okoli jezera Pårekjaure pogosti kreheljc (Anas crecca), navadna žvižgavka (Mareca penelope), rjavka (Aythya marila), veliki žagar (Mergus serrator), bičja trstnica in trstni strnad (Emberiza schoeniclus).
Na višjih nadmorskih višinah je jezero Vardojaure bogato s pticami, večinoma racami in tudi zlato prosenko (Pluvialis apricaria), značilno za alpsko območje in včasih najden0 v vlažnih območjih. Jezero Låotakjaure na meji Padjelante je zanimivo z ornitološkega vidika. Prisotne so tudi druge redke vrste, kot so mala gos ()Anser erythropus), čoketa (Gallinago media), Anthus cervinus, zimska raca (Clangula hyemalis in progastorepi kljunač (Limosa lapponica). Zanimiva je tudi planota Luottolako, kjer je največja koncentracija morskih prodnikov (Calidris maritima) na Švedskem.
V jezerih, rekah in potokih parka najdemo jezersko zlatovščico (Salvelinus alpinus), postrvi in pisanca.

## Turizem
Narodni park Sarek je pretežno visokogorsko območje, kjer skoraj ni namestitvenih kapacitet za turiste.
Pohodniška pot Kungsleden poteka skozi vzhodni del parka, od Saltoluokte do Kvikkjokka. V parku ni koč, koče Pårte, Aktse in Sitojaure so tik pred parkom in so dostopne tako iz Saltoluokte kot iz Kvikkjokka.
Pot Padjelanta (Padjelantaleden), ki poteka od Kvikkjokka do Akkajaureja, obkroža park vzdolž njegovega zahodnega roba pri Tarraluoppalu, kjer je koča v Tarraluoppalu tik ob meji parka.
Zaradi pomanjkanja zavetišč v kombinaciji s hitro spreminjajočim se vremenom in neravnim terenom je priporočljivo, da so pohodniki dobro pripravljeni in izkušeni, preden se odpravijo na poti v parku.
V parku je malo mostov, prečkanje potokov (sami: jokk) in rek (sami: ätno) pa je lahko nevarno za slabo opremljene ali neizkušene pohodnike. Toplo vreme pospešuje taljenje ledenikov, zaradi česar se gladina vode dvigne, zato je brodenje pogosto lažje in varnejše zgodaj zjutraj.
Edini brod čez reko Rapa južno od Smaila Moot je pri Tielmaskaite. Brod je dolg in ga je mogoče uporabiti le, ko je gladina vode nizka. Neizkušenim pohodnikom se priporoča, da ne prečkajo brez vodnika.
Ledeniški jokk iz Pårtejekne, Kåtokjåhkå, nima brodov. Na najjužnejšem delu potoka (67°09′25.9″N 17°51′20.9″E) je most. Pohodniki lahko sledijo potokom tudi do ledenika in tam prečkajo, čeprav to zahteva znanje o prečkanju ledenikov.
Pomanjkanje označenih poti in nastanitev obiskovalcem pozimi zelo otežuje pohodništvo v parku, razen če so izkušeni in ustrezno opremljeni. Strma pobočja dolin prav tako prispevajo k nevarnosti plazov.

## Znamenitosti
Aktse
Aktse je staro kmečko naselje na poti Kungsleden, približno 1,3 km zunaj meja parka.
Alkavare
Leta 1788 je bila v Alkavareju (67°20′32,7″N 17°12′55,3″E) zgrajena kapela za Samije, ki so poleti na tem območju pasli severne jelene. Stene stavbe so bile suhozidne iz lokalnega kamna, streha pa je bila iz lesa, ki so ga pripeljali iz Kvikkjokka, 60 km stran. Prvotno je bila maša vsako poletje 25. junija. Duhovnik iz Kvikkjokka je potreboval tri dni, da je prišel do kapele, in tri dni, da se je vrnil. Sredi 19. stoletja je bila kapela zapuščena in leta 1961 obnovljena ter je še vedno v uporabi. Od leta 2015 pripada župniji Jokkmokk Švedske cerkve, bogoslužje pa poteka ves julij.
Smaila Moot
Tik nad kanjonom, ki ga Smailajåkk oblikuje ob spustu proti Rapaätnu, stoji koča za Službo narodnega parka (67°22′38″N 17°38′42″E). Čez kanjon Smailajåkk je tudi most, ki pohodnikom omogoča varno prečkanje potoka. Most se vsako zimo odstrani in spomladi, po spomladanski poplavi, ponovno postavi. Koča ni odprta za pohodnike, vendar so tam zavetišče za nujne primere, telefon za klic v sili in zunanje stranišče. Prisotnost mostu in dejstvo, da se tam stikajo tri glavne doline v parku (Routesvagge, dolina Rapa in Koupervagge), je privedlo do imena »Smaila Moot« za lokacijo, ki je postala stičišče pohodnikov v parku. Prav tako je priljubljena lokacija za začetek vzpona na vrh Sarektjåkkå (2089 m) preko ledenika Mikkajekna.
Pastavagge
Pastavagge (v lulski sami ortografiji Basstavágge) je ozka dolina, ki tvori prelaz in se razteza od Pielavalte (Bielavallda) proti vzhodu in konča severno od Rinima na obali jezera Sitojaure (Sijddojávrre). Razdalja pohodništva od Pielvalte do Rinima je približno 18 km. Ker obstaja ladijska povezava med Rinimom in kočami Sitojaure na Kungsledenu, je Pastavagge priljubljena pot do in iz osrednjega Sareka. Višinska razlika med vzhodnim vhodom v dolino in najvišjo točko prelaza je približno 750 m. Zaradi strmega vzpona, številnih brodov in visokogorske pokrajine pohodniki običajno potrebujejo vsaj cel dan, da prečkajo prelaz.

## Varstvo
Ustanovitev prvega narodnega parka na svetu v Yellowstonu leta 1872 je sprožila univerzalni zagon za varstvo narave. Na Švedskem je polarni raziskovalec Adolf Erik Nordenskiöld prvi predlagal uporabo novega koncepta za zaščito območij švedske pokrajine. Axel Hamburg, Nordenskiöld in drugi znanstveniki so organizirali prošnjo za ustanovitev prvih švedskih narodnih parkov, zlasti Sareka. Prepričali so švedskega botanika in člana švedskega parlamenta Karla Starbäcka z univerze Uppsala, da je v švedskem parlamentu sprožil to vprašanje. Predlog je bil sprejet maja 1909 in ustanovljenih je bilo prvih devet narodnih parkov. Ti so bili tudi prvi v Evropi. Med njimi sta bila Sarek in njegov sosed Stora Sjöfallet. Razlog za ustanovitev parka je bil, kot je navedeno v uradnih protokolih, »ohranitev visokogorske pokrajine v njenem naravnem stanju«.
Sredi 20. stoletja so se zaradi razvoja hidroelektrarn na Švedskem pogosto gradili jezovi na severnih rekah Švedske. Te zadrževalnike so gradili tudi v narodnih parkih; narodni park Stora Sjöfallet je z gradnjo jezu leta 1919 izgubil skoraj tretjino svoje površine. Leta 1961 je bil sklenjen sporazum, imenovan Sareški mir (Freden i Sarek), ki je preprečil gradnjo hidroelektrarn v Sareku in na nekaterih rekah, označenih kot »nacionalne reke«. To je privedlo tudi do ustanovitve narodnega parka Padjelanta.
Leta 1982 je Svetovna zveza za varstvo narave (IUCN) na svojem začasnem seznamu naravnih območij, ki jih bo UNESCO uvrstil med območja svetovne dediščine, omenila obsežno območje, ki vključuje narodni park Sarek. Švedska je predlagala, da se del tega območja, naravni rezervat Sjaunja, vključi na seznam, leta 1990 pa je IUCN priporočil razširitev predlaganega območja. Leta 1996 je bil park Sarek uvrščen na seznam svetovne dediščine, vključno s sosednjimi območji naravnih rezervatov Padjelanta, Stora Sjöfallet, Sjaunja in Stubba, narodnim parkom Muddus in tremi sosednjimi območji, kar skupaj znaša 9400 km2. Celotno območje je bilo dodano na seznam svetovne dediščine kot mešano območje ("kulturne in naravne vrednosti"), imenovano Laponsko območje. Park je postal tudi del omrežja Natura 2000. Uvrstitev na seznam svetovne dediščine je parku omogočila, da je imel svoj prvi načrt varstva. Načrt je bil napisan s temeljitim posvetovanjem s Samiji, s katerimi se ob ustanovitvi parka niso posvetovali. Ta postopek je financiral WWF.
Načrt Agencije za varstvo okolja iz leta 2007 za narodne parke vključuje načrt za širitev Sareka, da bi v južni del parka vključili območje delte Laitaure in doline Tjuoltadalen. Ta razširitev je bila predlagana že v načrtu iz leta 1989, vendar se je situacija spremenila z razglasitvijo za svetovno dediščino, saj bi predlagana razširitev predstavljala precejšen del Laponske regije.[102]